# Сондра Радвановски
Сондра Радвановски (енгл. Sondra Radvanovsky, Бервин, 11. април 1969) америчка је оперска певачица. Називају је једном од водећих сопрана савремене оперске сцене. Каријеру је изградила тумачећи махом хероине из деветнаестовековних италијанских опера: Елвиру у Ернанију, Леонору у Трубадуру, Елизабету у Дон Карлосу и насловну улогу у Норми. У оперској сезони 2015/16 Метрополитен опере у Њујорку, успешно је одиграла све три краљице у такозваној тјудоровској трилогији Гаетана Доницетија, коју чине опере Ана Болен, Марија Стјуарт и Роберто Деверо, и тиме постала први сопран у историји ове куће која се одлучила за овакав изазов.

## Дискографија
- Verdi Arias, 2010
- Verdi Opera Scenes са Дмитријем Хворостовским 2011.